# Carlo Birago

Stemma dei Birago

Carlo Birago (Milano, XVI secolo – 1591) è stato un condottiero italiano, fu il primo cugino di René de Birague. Era il figlio di Cesare Birago e Laura Turriani e fratello di Lodovico Birago.

## Biografia
Fu cavaliere dell'Ordine di San Michele dall'agosto 1564 e cavaliere dell'Ordine dello Spirito Santo dal 31 dicembre 1580.
Fu governatore di Savigliano e gentiluomo ordinario della camera del re quando Carlo fu naturalizzato francese con suo fratello Lodovico il 12 agosto 1564.
Ottenne l'incarico di luogotenente generale presso il governo piemontese, sotto il duca di Nevers, per incarico il 5 aprile 1567. Fu nominato maresciallo di campo il 28 settembre 1567. Nel luglio 1573 lanciò una spedizione contro il Valdismo del marchesato di Saluzzo.
Fu Consigliere di Stato dal 1572.
Nel 1574 fu incaricato della cessione di Pinerolo, Savigliano, Labbaye, Gevolle e La Perouse di Savoia e il recupero dei pezzi di artiglieria che erano in queste città. Il duca di Nevers, avendo rifiutato di rimanere più a lungo governatore di Saluzzo, nominò Carlo Birago 
governatore di Saluzzo con provvedimento del 19 ottobre 1574.
Nel 1577, il re decise di rinnovare le cariche provinciali. Carlo Birago venne quindi nominato governatore del Piemonte nel novembre 1577, carica sperata dal maresciallo Roger de Saint-Lary de Bellegarde.
In Piemonte, l'opposizione verso Carlo Birago e il maresciallo Bellegarde portò il Birago a riparare le fortificazioni dei luoghi che comandava. Nel 1579, Bellegarde, non avendo ricevuto il titolo di maresciallo di Francia, prese le armi contro Enrico III e attaccò il 14 giugno 1579 il marchesato di Saluzzo, posto sotto il governo di Carlo Birago. Bellegarde prese Saluzzo e mantenne il posto fino alla sua morte nel dicembre 1579. Il governo di Saluzzo fu poi affidato dal re a Bernard de La Valette, grazie all'appoggio del fratello, Jean Louis de Nogaret de La Valette. Ciò ebbe la conseguenza che César de Saint-Lary prese le armi per impossessarsi del marchesato di Saluzzo con il supporto di un capitano nativo di Avignone, Pierre Fangier d'Anselme. Finalmente César de Saint-Lary restituì il marchesato di Saluzzo al re nel 1581 e Bernard de la Valette ne riprese il possesso.
Nell'agosto 1583 re Enrico III gli diede una missione con il vescovo di Langres, Charles Pérusse des Cars, per accompagnare la sorella Margherita di Valois verso il marito, Enrico di Navarra. A quel tempo, il re di Navarra aveva per amante la belle Corisande.
Morì nel 1591.

## Discendenza
Dopo il servizio alla corte di Francia, Carlo si trasferì stabilmente in Piemonte e il 13-8-1558 sposò Laura Maddalena Guiscardi San Martino de Candia, figlia di Guglielmo signore de Candia, erede di Candia, Vische, Carrone, Castiglione e la valle di Cly, nipote ed erede di Laurent de St.Martin conte di Visque, dalla quale ebbe sette figli:
- Luigi Lorenzo, ambasciatore sabaudo in Spagna, ambasciatore dal Papa in Francia e Inghilterra; infeudato dalla Mensa d’Ivrea dei feudi materni il 15-4-1599, Signore de Candia, 1º Conte di Vische il 1-2-1589, Gran Croce e Gran Priore dell’Ordine dei Santi Maurizio e Lazzaro dal 12-4-1606 con la commenda di Chivasso; istitutore dei Principi Tommaso e Maurizio di Savoia. I suoi discendenti iniziarono, dei Signore di Candia e Borgaro dal 1680, il 1º Marchese di Candia.
- Flaminio, militare, Colonnello e Gentiluomo di Camera del Re Enrico III di Francia
- Laura, sposò Rodomonte Aiazza, conte da Vercelli
- Guglielmo, (+ infante)
- Gaspare, religioso,(+ a 72 anni), Abate di Souvigny, Abate di Longpont dal 7-11-1583.
- Cesare, militare, Signore di Chaumont, Generale di fanteria francese e Gentiluomo di Camera del Re di Francia.
- Filippo, religioso, Abate di Souvigny dal 1597, Consigliere ed Elemosiniere del Re di Francia.

## Carlo Birago e la sua famiglia
La famiglia Birago era di Milano e alcuni dei suoi membri dovettero lasciare questo paese a causa del loro sostegno al re di Francia e all'opposizione di Ludovico il Moro che ne risultò.
Francesco I di Francia accolse la famiglia dando loro varie funzioni militari e amministrative in Italia e Francia.